# Yang Yeon-je
Yang Yeon-je (hangul: 양연제 (), nacida Yang Hye-sun (hangul: 양혜선 ()); Gwangju, 15 de octubre de 1999), también conocida por su nombre artístico Yeonje y anteriormente como Hyeseong, es una cantante surcoreana. Debutó como miembro de Alice (entonces conocido como Elris) en 2017 bajo el nombre artístico de Hyeseong. Debutó como actriz musical en el musical Hello Jadoo como Lee Eun-hee en 2018.

## Biografía
Yeonje nació como Yang Hye-sun el 15 de octubre de 1999, en Gwangju, Corea del Sur. Tiene una hermana menor. Yeonje estudió en la Escuela de Arte Múltiple Hanlim.

## Carrera

### Predebut
Yeonje apareció en el video musical de Romeo "TARGET" el 4 de noviembre de 2015. También apareció en un anuncio de pollo junto con IU.

### 2017-presente: Debut con Alice, debut en teatro musical, banda sonora
El 1 de junio de 2017, Yeonje debutó oficialmente con Elris con el lanzamiento de su primer mini álbum We, First. En septiembre de 2017, Yeonje audicionó para el reality show de supervivencia Mix Nine de JTBC, donde logró pasar la etapa de audición y entrar en el programa. Yeonje fue eliminada en el episodio 10, quedando en el puesto 43 del ranking femenino.
En junio de 2018, Yeonje participó en el musical Hello Jadoo haciendo el papel de Lee Eun-hee. El 2 de junio de 2018, Yeonje lanzó el sencillo "Single Heart" para la banda sonora del drama Rich Man, junto con su compañera de grupo Do-A.
El 11 de abril de 2022, después de que Elris cambiara su nombre a Alice, cambió su nombre artístico de Hyeseong a Yeonje.

## Discografía

### Sencillos
- Single Heart (니가 없는 난) (con Belle de Alice) (Rich Man OST Part.4[9]) (2018)

## Filmografía

### Programas de variedades
| Año       | Título   | Notas       |
| --------- | -------- | ----------- |
| 2017-2018 | Mix Nine | Concursante |

### Programas de televisión
| Año  | Título               | Papel        | Notas                                   |
| ---- | -------------------- | ------------ | --------------------------------------- |
| 2020 | Strange School Tales | Song Hae-joo | Episodio: "The Child Who Wouldn't Come" |

## Musicales
| Año  | Título      | Papel       | Notas            |
| ---- | ----------- | ----------- | ---------------- |
| 2018 | Hello Jadoo | Lee Eun-hee | Papel secundario |